# Scott City (Missouri)
Scott City is een plaats (city) in de Amerikaanse staat Missouri, en valt bestuurlijk gezien onder Cape Girardeau County en Scott County.

## Demografie
Bij de volkstelling in 2000 werd het aantal inwoners vastgesteld op 4591.
In 2006 is het aantal inwoners door het United States Census Bureau geschat op 4574, een daling van 17 (-0,4%).

## Geografie
Volgens het United States Census Bureau beslaat de plaats een oppervlakte van
12,0 km², waarvan 11,9 km² land en 0,1 km² water. Scott City ligt op ongeveer 908 m boven zeeniveau.

## Plaatsen in de nabije omgeving
De onderstaande figuur toont nabijgelegen plaatsen in een straal van 12 km rond Scott City.